# Villa Fridhem, Kolmården

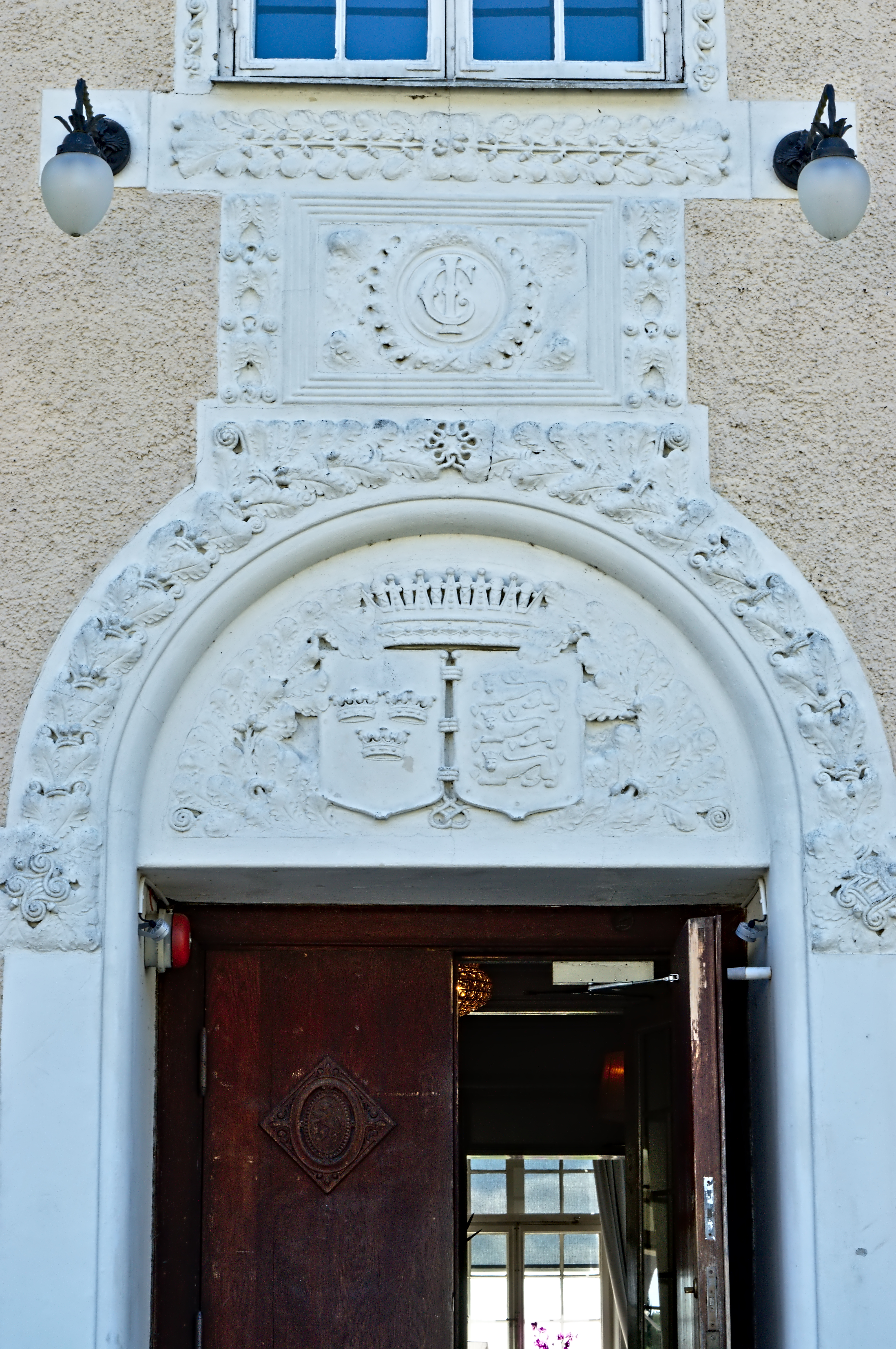
Riksvapen och ornament ovanför ytterdörren.

Villa Fridhem är en herrgård i Kolmården i Östergötland. 
Det byggdes 1909 som sommarresidens åt prins Carl och prinsessan Ingeborg och var i kunglig ägo till 1953, då det såldes till Östergötlands landsting och blev konvalescenthem. År 1987 övergick det i privat ägo till en man vid namn Thomas Ekh. 1990 öppnade där ett konferenshotell.
Prins Carl, som var styrelseordförande i Röda Korset, ville att platsen skulle vara en fredens boning och valde namnet Villa Fridhem. Han hade tillbringat många barndomssomrar i trakten. Hans mor, drottning Sofia av Nassau, hade för övrigt blivit erbjuden att hyra lantstället Eriksberg, vid sjön Skiren, av kammarherren Philip Trozelli. Prins Carl tyckte om att vandra och rida i skog och mark.

## Arkitektur
Som arkitekt anlitades Ferdinand Boberg. Hans avsikt var att bygga en riktig svensk herrgård, men han frångick den symmetriska placeringen av fönstren, där även huvudingången och verandan är placerade vid sidan av husets mitt. Helt säkert var han påverkad av familjens olika önskemål och prinsessan Ingeborg som var intresserad av arkitektur och inredning hade sannolikt ett finger med i spelet. Som förebild fanns hennes barndomshem Charlottenlund utanför Köpenhamn och parets tidigare hem Parkudden i Stockholm.
Utifrån detta växte Villa Fridhem fram med sina 30 rum. I den stora hallen möts man av en enorm spis i grön Kolmårdsmarmor. På entréplan fanns också prinsfamiljens matsal och prins Carls arbetsrum. Inne i den stora salongen hänger fortfarande ett porträtt av döttrarna Margaretha, Märtha och Astrid. Tavlan var en present till prins Carl och målades 1934 av den danske konstnären Saltof. Då de avbildade bodde i olika länder målade konstnären av var och en för sig, vilket medförde att tavlan tog nästan ett halvår att slutföra. Det är även sagt att målningen alltid skall hänga i Villa Fridhem.
På övervåningen fanns familjens sovrum. Även prins Eugen hade ett eget rum då han vistades mycket här. Prinsessornas sovrum hade vitrosa tapeter med nejlikemotiv och lillprinsens rum gick i vitt och blått med tapeter med krysantemummönster. 
På nästa våning fanns gästrummen, inredda efter olika färger som präglade allt från väggar och textilier till tvålen vid handfatet. Över husets ytterdörr som är original finns fortfarande det vackra kungliga ornamenten med de svenska och danska riksvapnen samt prinsparets initialer.

## Familjen

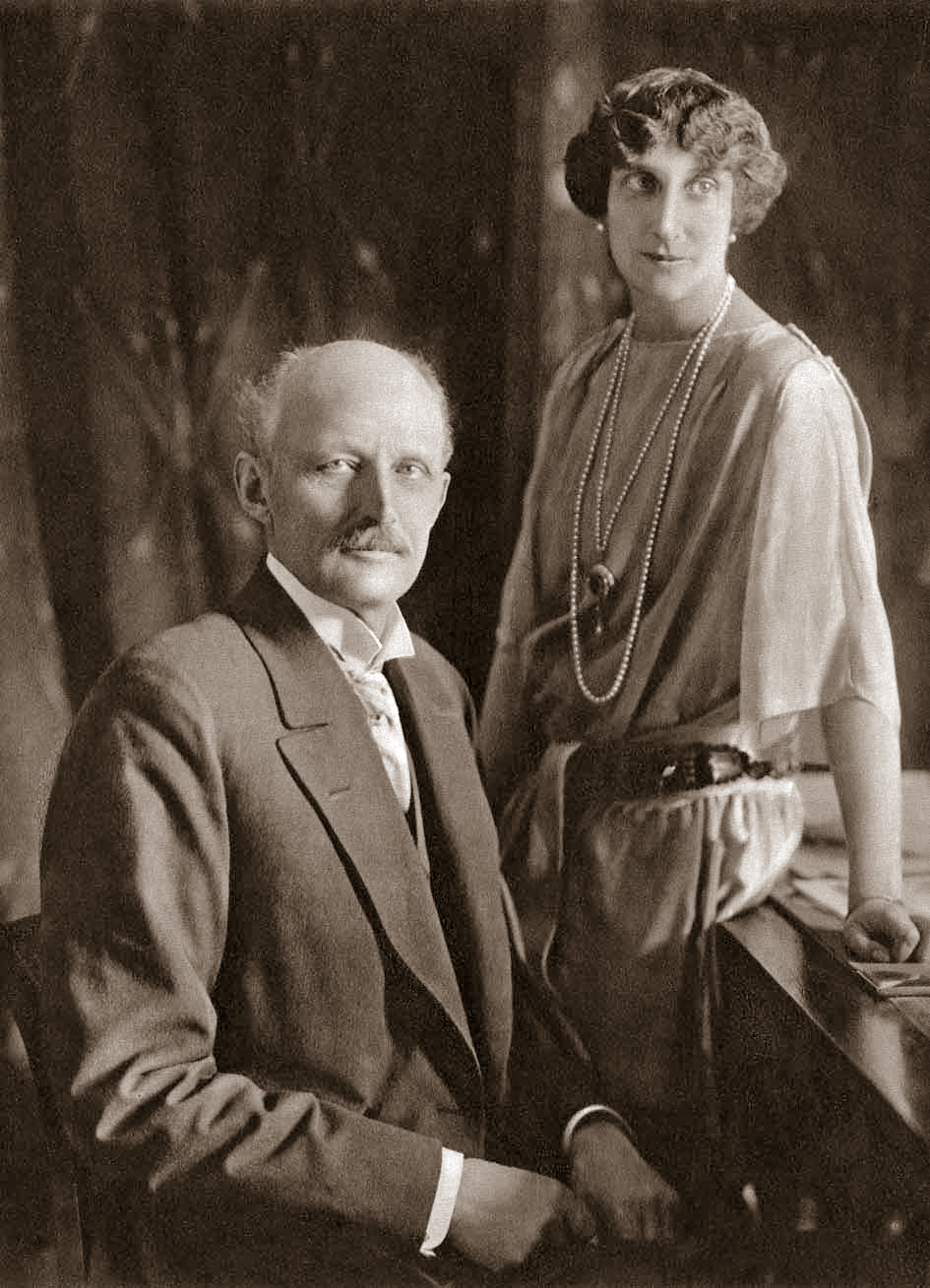
Prins Carl och prinsessan Ingeborg

Prins Carl, även kallad Blå prinsen, var son till Oscar II och drottning Sofia. Hustrun prinsessan Ingeborg var dotter till Fredrik VIII och hon var mycket omtyckt av sin svärfar Oscar II som kallade henne Solstrålen.
Hertigparet av Västergötland fick fyra barn: Margaretha, senare gift med prins Axel av Danmark, Märtha, gift med Olav V av Norge och därmed Norges kronprinsessa, prinsessan Astrid som gifte sig med Leopold III av Belgien och blev drottning, samt sonen prins Carl jr, med smeknamnet Samuel.
På Villa Fridhem levde prinsessorna och prinsen som vanliga barn. Prinsessornas gröna och vita lekstuga finns kvar med originaltapeter och järnspisen där de stekte pannkakor med sin barnflicka. 
Prinsessan Astrid sade en gång att ”en sommar utan Villa Fridhem är ingen sommar”.
Under 45 somrar gästades Fridhem av kungligheter från hela Europa. Sist firade prinsessan Ingeborg sin 75-årsdag här 1953.

## Konvalescenthem och hotell
1953 blev den sista sommaren på Villa Fridhem som sedan såldes till Östergötlands landsting. Här bedrevs sedan konvalescenthem i 35 år innan det 1987 övergick i privat ägo. Då inleddes ett stort renoveringsarbete. Sovrummen gjordes om till ändamålsenliga konferenslokaler och salonger.  På vänstra sidan om huvudbyggnaden byggdes två flyglar med 54 hotellrum och en spaavdelning. I januari 1990 öppnade Villa Fridhem som ett renodlat konferenshotell. 
1994 fick Villa Fridhem åter kungligt besök då kung Carl XVI Gustaf och drottning Silvia kom med Belgiens kungapar; kung Albert är son till drottning Astrid.
Idag ägs Villa Fridhem av Elina och Fredrik Jonsson. 